# Грашнев, Михаил Александрович
Михаил Александрович Грашнев (28.11.1921 — 28.11.1985) — помощник командира взвода 479-го отдельного сапёрного батальона, 338-й стрелковой дивизии, 39-й армии, 3-го Белорусского фронта, старший сержант, участник Великой Отечественной войны, кавалер ордена Славы трёх степеней.

## Биография

### Ранняя биография
Родился 28 ноября 1921 года в селе Арменки (ныне Нерехтского района Костромской области) в семье крестьянина. Русский. Член ВКП(б)/КПСС с 1944 года.
В 12 лет остался без родителей, воспитывался старшей сестрой. В 1934 году окончил 5 классов, работал в родном колхозе, в кузнице. В 1939 году, став совершеннолетним, перебрался в город Середа (с 1941 года — Фурманов) Ивановской области. Работал слесарем-ремонтником на прядильно-ткацкой фабрике № 1.

### В Великую Отечественную войну
В мае 1941 года был призван в Красную армию. В боях Великой Отечественной войны с июля 1941 года. Воевал на Западном фронте, защищал Москву. Стал сапёром. С весны 1942 года 338-й стрелковая дивизия занимала оборону по рекам Угра и Воря, вела бои местного значения. Сапёры 479-го отдельного батальона, в котором воевал М. А. Грашнев, минировали все подходы к позициям дивизии, обеспечивали проходы в минных полях для разведгрупп, подразделений переходящих в наступление.
В начале марта 1943 года ефрейтор Грашнев был откомандирован в распоряжения танковой части, вошедшей в прорыв. Двенадцать дней он обеспечивал продвижение танков и был представлен танкистами к награде.
В наградном листе отмечено: 

«8 марта Грашнев разминировал мост в районе деревни Жары. Лично снял 25 мин и 2 фугаса. 13 марта по дороге Заречье — Великопалье обнаружил и обезвредил 43 мины противника. 17 марта по дороге Холминки — Холмы им обнаружено и обезврежено 19 мин противника. На всем пути наступления действовал решительно и умело, увлекая за собой товарищей»— 
.
За блестящее сапёрное обеспечение разведчиков и боевых групп" уходящих в тыл врага, ефрейтор 479-го отдельного сапёрного батальона 338-й стрелковой дивизии М. А. Грашнев 26 марта 1943 года был награждён орденом Красной Звезды.
Через три месяца, за участие в разведвыходе,- медалью «За отвагу».
В конце 1943 года ефрейтор Грашнев прошёл двухмесячные курсы, изучал минное и подрывное дело, топографию, тактику партизанской борьбы. Одним из первых получил нагрудный воинский знак «Отличный минёр». Особо отличился сапёр-разведчик в боях за освобождение Белоруссии.
В ночь на 20 февраля 1944 года в районе деревни Рублёво (Сенненский район Витебской области) ефрейтор Грашнев обеспечивал продвижение через линию фронта разведгруппы. Под огнём противника проделал проход в минных полях и проволочном заграждении. Прикрывая отход группы захвата, которую преследовали немецкие автоматчики, сапёр на миг задержался и установил назад только что разряженную им немецкую мину. Преследователи, подорвавшиеся на своём фугасе, остановились. Разведгруппа благополучно вернулась к своим.

### Подвиг
Приказом по 338-й стрелковой дивизии от 3 марта 1944 года ефрейтор Грашнев Михаил Александрович был награждён орденом Славы 3-й степени. (№ 25133).
В июле 1944 года 338-я стрелковая дивизия переправилась на левый берег реки Неман. Наши полки оказались отрезанными от основных переправ и тылов. 479-й отдельный сапёрный батальон получил задачу навести паромную переправу к хутору Шкеваны. Под покровом темноты и дымовых шашек сапёры увели из под носа врага паром и обеспечили переправу подкрепления. Части дивизии выстояли, а потом начали новое наступление. На груди сержанта Грашнева добавилась ещё одна награда — орден Отечественной войны 2-й степени.
В октябре 1944 года сержант Грашнев участвовал в прорыве сильно укреплённой обороны противника в районе литовского города Расейняй (Россиены). Группа сапёров обеспечивала боевые действия 927-го самоходного артиллерийского полка. Грашнев лично сопровождал самоходную установку № 41. Разминировать проходы для артиллеристов и наступающей пехоты приходилось под непрерывным огнём. Сапёр был ранен, но в тыл не ушёл. Отделение Грашнева вместе с артиллеристами и пехотинцами выкуривали фашистов из окопов и блиндажей. Несколько гитлеровцев уничтожил лично командир отделения. Когда самоходка, на броне которой находился Грашнев, была повреждена Грашнев вместе с самоходчиками устранял повреждение. Осколком мины был ранен вторично.
Приказом от 26 ноября 1944 года за храбрость при прорыве вражеской обороны в районе Россиены сержант Грашнев Михаил Александрович награждён орденом Славы 2-й степени (№ 3740).
В начале 1945 года боевые действия велись уже на вражеской территории — в Восточной Пруссии. В ночь с 10 на 11 января недалеко от города Шиллинен (ныне посёлок Победино в Краснознаменском городском округе Калининградской области) отделение старшего сержанта Грашнева проделывало проходы в заграждениях противника. В ходе операции два сапёра были ранены. Рискуя жизнью, под вражеским огнём, Грашнев вынес тяжелораненого рядового Куликова в наши траншеи, оказал ему первую медицинскую помощь и позаботился о спасении другого раненого товарища.
Это была четырнадцатая вылазка Грашнева к переднему краю обороны противника за последний месяц перед наступлением на Инстербург (ныне город Черняховск). И все 14 раз проходы в минных полях и проволочных заграждениях были проделаны. За эти бои помощник командира взвода 479-го отдельного сапёрного батальона старший сержант Грашнев был представлен к награждению орденом Славы.
Указом Президиума Верховного Совета СССР от 19 апреля 1945 года за мужество, отвагу и бесстрашие, проявленные в боях с гитлеровскими захватчиками старший сержант Грашнев Михаил Александрович награждён орденом Славы 1-й степени (№ 1627). Стал полным кавалером ордена Славы.
Победу над гитлеровской Германией сапёр Грашнев встретил в Восточной Пруссии.

### В войне с Японией
В составе дивизии принимал участие в разгроме милитаристской Японии. Сапёры Грашнева обеспечивали переход дивизии по пустынным районам Монголии и Китая, построили несколько колодцев. Старшина Грашнев был представлен к награждению орденом Красной Звезды, получил медаль «За отвагу». Войну закончил в Порт-Артуре.

### После войны
В сентябре 1946 года старшина Грашнев был демобилизован. Вернулся в город Фурманов. Работал слесарем, мастером на прядильно-ткацкой фабрике № 1. В 1952 году окончил Центральные технические курсы. За долгосрочный самоотверженный труд и активную общественно-политическую деятельность награждён орденом «Знак Почёта».
Принимал активное участие в военно-патриотическом воспитании молодёжи, награждён Почётной грамотой Советского комитета ветеранов войны.
Скончался 28 ноября 1985 года. Похоронен на кладбище города Фурманова, в секторе воинских захоронений.

## Награды
- Орден Отечественной войны I степени (11.03.1985)[4]
- Орден Отечественной войны II степени (28.07.1944)[5]
- Орден Красной Звезды[3]
- Орден «Знак Почёта» (22.04.1980)
- Орден Славы 1-й степени (19.04.1945)[6]
- Орден Славы 2-й степени (26.11.1944)[7]
- Орден Славы 3-й степени (03.03.1944)[8]
- Медаль «За отвагу» (20.6.1943)[9]
- Медаль «За отвагу» (20.09.1945)[10]
- Медаль «В ознаменование 100-летия со дня рождения Владимира Ильича Ленина» (6 апреля 1970)
- Медаль «За оборону Москвы»(1942)
- Медаль «За победу над Германией в Великой Отечественной войне 1941—1945 гг.» (9 мая 1945[11])
- Медаль «За победу над Японией»
- Юбилейная медаль «Двадцать лет Победы в Великой Отечественной войне 1941—1945 гг.» (7 мая 1965[12])
- Юбилейная медаль «Тридцать лет Победы в Великой Отечественной войне 1941—1945 гг.»[13]
- Медаль «Ветеран труда»
- Юбилейная медаль «50 лет Вооружённых Сил СССР» (26 декабря 1967[14])
- Юбилейная медаль «60 лет Вооружённых Сил СССР» (28 января 1978[15])
- Знак «25 лет победы в Великой Отечественной войне» (1970)
- нагрудный воинский знак «Отличный минёр»

## Память
- На могиле Героя установлен надгробный памятник
- Его имя увековечено в Фурманове, на доске Героев перед зданием администрации.
- Его имя увековечено на мемориале в Иваново.
- Его имя увековечено на мемориале в Костроме.
- На доме где жил ветеран установлена мемориальная доска.
- В городе Нерехта имя Героя увековечено на Аллее героев.
- В родном селе Арменки на доме где он жил до войны открыта мемориальная доска.